# Hilary Swank

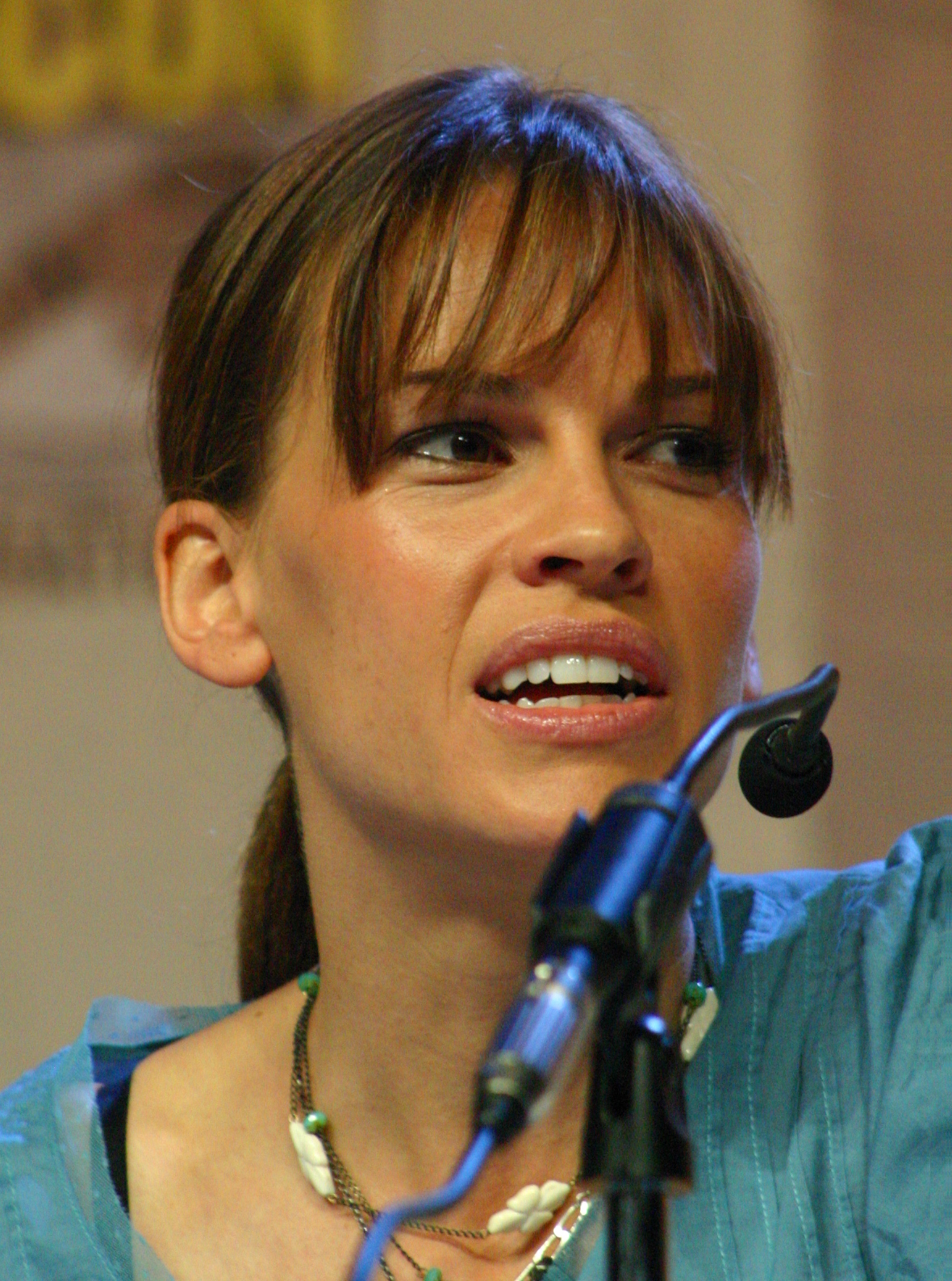
Hilary Swank podczas konferencji promującej film Plaga w 2006 roku

Hilary Ann Swank (ur. 30 lipca 1974 w Lincoln) – amerykańska aktorka filmowa i producentka.
Zdobywczyni Oscara dla najlepszej aktorki w roku 1999 za rolę w filmie Nie czas na łzy oraz w 2005 za rolę w filmie Clinta Eastwooda Za wszelką cenę.

## Życiorys
Hilary Swank w dzieciństwie nie marzyła o karierze artystycznej, ale sportowej. Jej pasją było pływanie i gimnastyka artystyczna, w sportach tych odnosiła znaczące sukcesy. Wszystko się jednak zmieniło, kiedy Hilary została zaangażowana do szkolnego teatru i po raz pierwszy wystąpiła na deskach scenicznych. Wtedy zrozumiała, że aktorstwo jest celem jej życia. Mając 16 lat Swank rzuciła szkołę dla kariery aktorskiej. W jej dążeniach do zrobienia kariery aktorskiej wspierała ją matka. To wraz z nią wyjechała do Kalifornii. Obie kobiety na początku pobytu w Los Angeles mieszkały w samochodzie.
Przed kamerą zadebiutowała w produkcjach telewizyjnych, zagrała w takich serialach jak: Harry i Hendersonowie, czy Evening Shade czy Growing Pains. Hilary Swank karierę filmową w Hollywood rozpoczęła grając niewielką rolę w filmie Buffy postrach wampirów w 1992 r. W 1994 roku dostała główną rolę w Karate Kid 4: Mistrz i uczennica, gdzie wcieliła się w rolę pierwszej uczennicy senseia granego przez Pata Moritę. Występowała w ósmym sezonie Beverly Hills 90210, jednak zrezygnowała w trakcie sezonu, ponieważ otrzymała rolę w Nie czas na łzy. Rola ta stała się przełomem w jej karierze. Rola przyniosła jej nominację do Złotego Globu oraz statuetkę Oscara.
W 2003 roku, na jubileuszowej 75. ceremonii rozdania Oscarów pojawiła się na scenie w specjalnej, uroczystej prezentacji aktorów – wszystkich dotychczasowych laureatów Oscara.

## Kontrowersje
W 2011 roku, Swank gościła w Groznym na wielkiej uroczystości, która została zorganizowana w tym samym czasie, kiedy Ramzan Kadyrow obchodził 35 urodziny (Kadyrow zaprzeczał, że impreza ma coś wspólnego z jego jubileuszem). Aktorka złożyła życzenia Kadyrowowi ze sceny, mówiąc „Wszystkiego najlepszego z okazji urodzin, panie Prezydencie”. Na tej samej uroczystości gościł też Jean-Claude Van Damme, a wystąpili Seal i Vanessa-Mae. Wszyscy celebryci mieli otrzymać honorarium za obecność na imprezie, wszyscy zostali również skrytykowani przez organizację chroniącą prawa człowieka za pojawienie się na uroczystości oraz za przyjęcie za to gaży.

## Filmografia

### Filmy fabularne
- 1992: Buffy – postrach wampirów (Buffy the Vampire Slayer) jako Kimberly
- 1994: Ofiara gniewu (Cries Unheard: The Donna Yaklich Story) jako Patty
- 1994: Karate Kid IV: Mistrz i uczennica (The Next Karate Kid) jako Julie Pierce
- 1996: Czasem oni wracają (Sometimes They Come Back... Again) jako Michelle Porter
- 1996: Kounterfeit jako Colleen
- 1996: Terror w rodzinie (Terror in the Family) jako Deena
- 1997: Lolita w Hollywood (Quiet Days in Hollywood) jako Lolita
- 1997: Lunatyk (The Sleepwalker Killing) jako Lauren Schall; film TV
- 1997: Za cenę śmierci (Dying to Belong) jako Lisa Connors
- 1998: Serce lasu (Heartwood) jako Sylvia Orsini
- 1999: Nie czas na łzy (Boys Don’t Cry) jako Teena Brandon / Brandon Teena
- 2000: Dotyk przeznaczenia (The Gift) jako Valerie
- 2001: Afera naszyjnikowa (The Affair of the Necklace) jako Jeanne de La Motte-Valois
- 2002: Bezsenność (Insomnia) jako Ellie Burr
- 2003: Jądro Ziemi (The Core) jako major Rebecca ‘Beck’ Childs
- 2003: 11:14 jako Buzzy
- 2004: Czerwony pył (Red Dust) jako Sarah Barcant
- 2004: Za wszelką cenę (Million Dollar Baby) jako Maggie Fitzgerald
- 2004: Niezłomne (Iron Jawed Angels) jako Alice Paul
- 2006: Czarna Dalia (The Black Dahlia) jako Madeleine Linscott
- 2007: Plaga (The Reaping) jako Katherine Winter
- 2007: Wolność słowa (Freedom Writers) jako Erin Gruwell
- 2007: P.S. Kocham cię (P.S. I Love You) jako Holly
- 2008: Ptaki Ameryki (Birds of America) jako Laura
- 2009: Amelia Earhart (Amelia) jako Amelia Earhart
- 2010: Wyrok skazujący (Conviction) jako Betty Anne Waters
- 2011: Rezydent (The Resident) jako Juliet Devereau
- 2011: Sylwester w Nowym Jorku (New Year’s Eve) jako Claire Morgan
- 2013: Mary & Martha jako Mary
- 2014: Nie jesteś sobą (You’re Not You) jako Kate
- 2014: Eskorta jako Mary Bee Cuddy
- 2017: Logan Lucky jako Sarah Grayson
- 2017: 55 steps jako Colette
- 2018: Zostały tylko wspomnienia jako Bridget Ertz
- 2019: Jestem matką jako kobieta
- 2020: Polowanie jako Athena

### Seriale telewizyjne
- 1985-1992: Dzieciaki, kłopoty i my (Growing Pains) jako Sasha Serotsky
- 1990-2001: ABC TGIF jako Danielle
- 1990-1994: Evening Shade jako Aimee
- 1990-2000: Beverly Hills, 90210 jako Carly Reynolds
- 1991: Harry i Hendersonowie (Harry and the Hendersons)
- 1992-1993: Camp Wilder jako Danielle
- 1997: Leaving L.A jako Tiffany Roebuck
- 2015: The One Percent jako Laura Murphy
- 2018: Trust jako Gail Getty

### Producentka
- 2003: 11:14 (producentka wykonawcza)
- 2005: Celebrity Charades (producentka wykonawcza)
- 2006: Beautiful Ohio (producentka)
- 2007: Wolność słowa (Freedom Writers, producentka wykonawcza)
- 2009: Amelia Earhart (Amelia, producentka wykonawcza)
- 2010: Wyrok skazujący (Conviction, producentka wykonawcza)
- 2011: Rezydent (The Resident, producentka wykonawcza)
- 2011: Pożyczony narzeczony (Something Borrowed, producentka)
- 2011: Choose You (producentka wykonawcza)
- 2014: Nie jesteś sobą (You’re Not You, producentka)
- 2014: Fox’s Cause for Paws: An All-Star Dog Spectacular (producentka wykonawcza)
- 2018: Zostały tylko wspomnienia (producentka wykonawcza)
- 2020: Rozłąka (producentka wykonawcza)

## Życie prywatne
Mężem Hilary Swank od 28 września 1997 r. do 1 listopada 2007 roku był aktor Chad Lowe, brat Roba Lowe’a (który również jest aktorem). W grudniu 2006 roku potwierdziła, że jej obecnym partnerem jest John Campisi – jej agent. Ich związek zakończył się w 2012. 18 sierpnia 2018 poślubiła przedsiębiorcę Philipa Schneidera.

## Nagrody
- Nagroda Akademii Filmowej
  - Najlepsza aktorka: 2004 Za wszelką cenę
  - 1999 Nie czas na łzy
- Złoty Glob
  - Najlepsza aktorka w filmie dramatycznym: 2005 Za wszelką cenę
  - 2000 Nie czas na łzy
- Nagroda Gildii Aktorów Ekranowych Najlepsza aktorka: 2004 Za wszelką cenę